# Melete (planetka)
(56) Melete je planetka nacházející se v hlavním pásu asteroidů. Její průměr činí asi 113 km. Byla objevena 9. září 1857 německo-francouzským astronomem H. Goldschmidtem.